# Anderson Paak
Brandon Paak Anderson (Oxnard, Californië, 8 februari 1986), beter bekend onder zijn artiestennaam Anderson Paak (vrijwel altijd gestileerd als Anderson .Paak), is een Amerikaans rapper, producer, zanger, drummer en multi-instrumentalist. Hij wordt vergezeld door de band The Free Nationals. Samen met Bruno Mars is hij onderdeel van het superduo Silk Sonic, waarmee hij de hits Leave the Door Open en Smokin Out the Window mee behaalde.

## Naam
Volgens Anderson staat de punt (dot in het Engels) in zijn naam voor detail. Hij probeert altijd oog te hebben voor detail en serieus met zijn werk bezig te zijn.

## Discografie

### Albums
| Album met eventuele hitnotering(en) in de Nederlandse Album Top 100 | Datum van verschijnen | Datum van binnenkomst | Hoogste positie | Aantal weken | Opmerkingen |
| ------------------------------------------------------------------- | --------------------- | --------------------- | --------------- | ------------ | ----------- |
| Venice                                                              | 28-08-2015            |                       |                 |              |             |
| Malibu                                                              | 15-01-2016            | 23-01-2016            | 18              | 38           |             |
| Oxnard                                                              | 15-11-2018            | 24-11-2018            | 21              | 4            |             |
| Ventura'                                                            | 12-04-2019            | 12-04-2019            | 7               | 1            |             |

| Album met hitnotering(en) in de Vlaamse Ultratop 200 albums | Datum van verschijnen | Datum van binnenkomst | Hoogste positie | Aantal weken | Opmerkingen |
| ----------------------------------------------------------- | --------------------- | --------------------- | --------------- | ------------ | ----------- |
| Venice                                                      | 28-08-2015            |                       |                 |              |             |
| Malibu                                                      | 15-01-2016            | 23-01-2016            | 22              | 60           |             |
| Oxnard                                                      | 15-11-2018            | 24-11-2018            | 25              | 12           |             |
| Ventura'                                                    | 12-04-2019            | 12-04-2019            | 18              | 1            |             |

- Gemeinsame Normdatei: 1180050673
- International Standard Name Identifier: 0000 0004 5512 8183
- Library of Congress Control Number: no2016023042
- MusicBrainz: d02dd67e-f655-4600-bc47-f789f59e7367
- Nationale Bibliotheek van Tsjechië: pag2018994067
- Virtual International Authority File: 2100145857123522922015
- WorldCat: E39PBJc7YH3w3r4WGFyP7vxxDq